# Ectropis euthystrophion
Ectropis euthystrophion là một loài bướm đêm trong họ Geometridae.